# شیراوند (نهاوند)
شیراوند (نهاوند)، روستایی از توابع بخش خزل شهرستان نهاوند در استان همدان ایران است.
تپه بزرگ شیراوند مربوط به عصر مس است و در شهرستان نهاوند، بخش خزل، روستای شیراوند واقع شده و این اثر در تاریخ ۲۴ اسفند ۱۳۸۳ با شمارهٔ ثبت ۱۱۴۳۰ به‌عنوان یکی از آثار ملی ایران به ثبت رسیده است.

## جمعیت
این روستا در دهستان سلگی قرار دارد و براساس سرشماری مرکز آمار ایران در سال ۱۳۹۵، جمعیت آن ۹۸۰ نفر (۲۹۸خانوار)بوده‌است.

## مردم
طایفه شیراوند از طوایف ایل هفت لنگ بختیاری میباشند. 